# Station Słupca
Station Słupca is een spoorwegstation in de Poolse plaats Słupca.